# Nová Ves u Chýnova
Nová Ves u Chýnova è un comune della Repubblica Ceca facente parte del distretto di Tábor, in Boemia Meridionale.